# کره هرالد
کره هرالد (انگلیسی: The Korea Herald) یک روزنامهٔ برجستهٔ انگلیسی‌زبان است که در سال ۱۹۵۳ بنیان‌گذاری شد و در سئول، کره جنوبی منتشر می‌شود. کارکنان تحریریه از نویسندگان و ویراستاران کره‌ای و بین‌المللی تشکیل شده‌است، و پوشش خبری اضافی از آژانس‌های خبرگزاری بین‌المللی مانند آسوشیتد پرس گرفته شده‌است.